# 広島・長崎オリンピック構想
- 2020年夏季オリンピック > 2020年夏季オリンピックの開催地選考 > 広島・長崎オリンピック構想
- 反核運動 > 怒りの広島 祈りの長崎 > 広島・長崎オリンピック構想

広島・長崎オリンピック構想（ひろしまながさきオリンピックこうそう）とは、2020年夏季オリンピックを広島県広島市と長崎県長崎市に招致し開催しようとした構想である。
2009年10月11日に広島・長崎両市が正式発表 するも、わずか2ヵ月後の同年12月に国際オリンピック委員会に却下された。
2010年1月15日長崎市の共催断念 を受け、広島市単独で開催する「ヒロシマ・オリンピック構想」に移行した が、市長交代などにより広島での開催誘致そのものものちに白紙撤回となった。

## 概要
発想は、「平和の祭典」と呼ばれているオリンピックを被爆地である広島市と長崎市で開催することで「核兵器廃絶」と平和の尊さを世界に訴えるというものである。
オリンピック憲章にある1箇所開催原則を覆そうとした日本で初めての構想であり、もし実現すれば124年続く近代オリンピックの歴史で初めての複数都市での共同開催になった。また、夏季と冬季の3度日本で開催されたオリンピックは全て東日本であるため、もし実現すれば近畿地方以西の西日本としては初開催となった。
メインスタジアムを中心として競技会場が集中するコンパクトなものではなく、広島と長崎を中心とした複数都市による広域で開催しようとしたのも特徴。
その理念のため全国様々な人から賛同されたが、後述のように秋葉忠利広島市長と田上富久長崎市長だけで構想を固めいきなり発表し、すぐに国際オリンピック委員会（IOC）および日本オリンピック委員会（JOC）から却下されたため、共催実現に向けた具体案は何もなかった構想でもある。このことがヒロシマ・オリンピック構想移行後もネガティブに働くことになる。

## 招致活動

### 意思表明
秋葉市長は2008年9月15日発行広島市広報誌内のコラムで、「将来の夢」として広島と長崎が共催してオリンピックを行いたいと明かしたものの、この時点では「現実からは遠い夢」と記していた。これに、「核なき世界」を公約にしたバラク・オバマがアメリカ合衆国大統領に当選し、2009年4月にオバマ大統領がプラハでの核兵器廃絶に向けた演説「プラハ演説」を行ったことが追い風となり、秋葉市長は田上市長に招致の意思を提案し、田上市長がこれを了承した。
2009年8月、長崎市で開催された平和市長会議でも共催招致を発言、結果この会議の行動計画に「2020年までに核兵器廃絶を実現した暁には、オリンピックを広島・長崎両市で開催して祝うことができれば喜ばしい」 という一文が盛り込まれた。
2009年10月2日第121次IOC総会で2016年夏季オリンピックがリオデジャネイロオリンピックに決定（つまり東京は落選）し、同年10月9日プラハ演説を行ったオバマ大統領へのノーベル平和賞授与が発表された 後、同年10月11日秋葉市長と田上市長は2020年夏季オリンピック共同開催に向けて招致検討委員会を設置することを正式に表明した。
なお、2010年春までに正式に名乗りを上げるかどうかを最終判断することとした。

### 開催都市拡大へ
両市長は当初から、秋葉「これまで大都市の単独開催が慣例だった五輪を複数都市で共同開催することで五輪の新たな可能性や展望が提案できる」、田上「被爆地ができる新しいチャレンジだ」と、広島・長崎を中心とする複数都市への招致を念頭に置いていた。そこで、地理的に双方の間に位置する都市やその近隣、あるいはこの五輪開催の意味を判りあえる自治体に、今回の五輪招致検討委員会への参加を呼びかけた。さらに招致検討委員会には参加しないが応援サポートに回る「五輪応援委員」としての参加をも各自治体に呼びかけた。
これに、福岡市は委員会には参加せず福岡オリンピック構想でのノウハウを提供するアドバイザーの立場で協力すると答えたものの、いくつかの自治体は正式に参加すると表明した。その中で特に反応を示したのが橋下徹大阪府知事である。過去に大阪オリンピック構想において招致失敗したことから2020年五輪に再立候補しようとしたが、広島・長崎構想が発表されると一転して大阪市と共にそちらの招致検討委員会への参加を表明した。後のヒロシマ五輪構想において、広島県以外の知事で唯一招致検討委員会に参加しているのはこのためである。
同年12月12日、1府4県の計23自治体の幹部が出席した第2会五輪招致検討委員会が開かれ、この五輪開催の意義を再確認した。なおその後のヒロシマ五輪構想移行後も参加自治体は増えつづけ、最終的には招致検討委員会26＋応援委員182＋アドバイザー1の計209自治体が参加することになった。
一方で石原慎太郎東京都知事は、2020年オリンピックに再立候補（2020年東京オリンピック構想）することをJOCに正式に表明した。

### 地元の反応
両市長はこの構想発表の際に、JOCだけでなく広島県庁および長崎県庁、地元財界およびスポーツ関係者など各種関係機関に事前に根回しをしていなかった。秋葉市長は「国内の候補都市決定まであと1年しかない、時間の制約があった」ためと弁明している。また広島市の幹部は、東京五輪招致落選から9日後でオバマのノーベル平和賞受賞から2日後に五輪招致を発表したことから、「関係者への事前の根回しより発表のタイミングを優先した両市長のパフォーマンス」であったと述べている。
主な反応は以下のとおり。
被爆者団体
無条件で賛成する意見はなく、五輪で反核をアピールすることは「無意味」であり他にやるべきことがあるのではないかと疑問を投げかけた。
県知事
- 広島県知事
  - 藤田雄山（ - 2009年11月） : 「オリンピック、あれフライング」と発言し不快感を示し、地元が一致して招致活動を進めることが難しくなったと批判した[29]。なお秋葉と藤田は市内の諸問題での意見相違により関係が悪化しており[30]、藤田は秋葉が構想発表した時点で翌月の知事退任が決定していた。
  - 湯崎英彦（2009年11月 - ） : 同年12月11日に招致検討委員会参加を表明した[31]。
- 長崎県知事
  - 金子原二郎（ - 2010年2月） : 批判はしなかったが財政的な問題を懸念し静観する考えを表明した[32]。
  - 中村法道（2010年2月 - ） : 中村知事が就任した時点でヒロシマ五輪構想に移行していた。2010年5月25日に招致検討委員会には参加しないがフォローに回る「五輪応援委員」として参加を表明した[33]。

市議会
- 藤田博之広島市議会議長 : 「夢のある話だが、複数都市で立候補できるのか。落選した東京も多大な財政負担だったと聞く」と財政面における危惧を表明している[34]。藤田によると、招致検討委員会設置を事前に説明されていたが、他の市議会議員には説明はなかったという[35]。
- 中田剛長崎市議会副議長 : 「いかなる事情があろうとも、議会に報告し意見を聞くべきだった」と批判した[32]。

県体育協会
- 広島 : 1994年アジア競技大会を開催しているためある程度想定できることから賛成される。
- 長崎 : 大きなスポーツイベントは1969年創造国体ぐらいしか開催していないため開催自体を不安視し、それよりも2014年長崎がんばらんば国体開催に重点をおくべきだという意見も出ていた[36]。

なお広島の放送局・中国放送（RCC）が市民200人に対面世論調査をした結果では賛成が63.5%に対し反対が18.0%という結果であった。

### JOCとの交渉とその後
2009年10月13日、秋葉市長は長崎市の関係者とともに上京し、総理大臣官邸で松野頼久内閣官房副長官と会談しオリンピックを被爆地で開催することの意義を説明し、その後市原則之JOC専務理事と面会し検討委の設置を報告した。これに対し竹田恒和JOC会長は歓迎を表明した上で、東京落選の原因分析を終えてから検討すると慎重な姿勢を見せた。
同年12月7日から9日まで、スイス・ローザンヌで竹田JOC会長はIOC幹部と協議を行い、この中で1都市開催をうたったオリンピック憲章の変更は不可能であると返答された。
同年12月25日、JOCは訪れた秋葉広島および田上長崎市長と会談、共催は認められないと正式に回答した。
これを受け、翌2010年1月15日に長崎市は正式に五輪誘致を断念、広島市は誘致活動続行を宣言したため、広島市単独開催する方針に移行した。その直後に西日本各自治体による第3回検討会議で、今後は広島市単独開催を目指す「ヒロシマ・オリンピック構想」を推進することになったが、広島市長の交代や、東日本大震災後の世相などから、広島での開催を完全に断念した。

## 利点欠点
上記の通り、共催に向けた具体案のない構想である。ただ当初からメディアなどでいくつかメリット/デメリットが論議されていた。

### 利点
- 世界で最初の被爆地である広島と現時点で最後の被爆地である長崎で「平和の祭典」であるオリンピックを開催することは「核兵器廃絶」を世界にアピールする大きなインパクトがある。また、2020年は「平和市長会議」で「世界の核廃絶の目標年」にも位置付けられている[1]。
- 広島市は1994年に広島広域公園陸上競技場をメイン会場として、43カ国・地域、約7300人が参加した広島アジア大会の開催を経験しており、国際規模のスポーツ競技大会を開催できるインフラストラクチャーが整っていること。
- 2008年に北京オリンピックが開催されてから2020年まで12年の開きがあり、アジア地域での夏季オリンピック開催への抵抗が心配されないこと。ただし、2020年のオリンピック開催地が東京に決定したため、夏季オリンピック開催をアジア地域が独占するのではないかという懸念が生じた[38]。

### 欠点
- 構想当時はオリンピック憲章では開催都市は原則として1つとしており、複数の都市の開催はきわめて例外的である[1]。ただし近年のオリンピックでは、開催都市が内陸である場合はヨットや漕艇・カヌーなど親水性スポーツは水環境がある地域で、あるいはサッカー競技を開催地以外の複数の都市で分散開催するなど、IOC理事会の承認次第で他都市で開催することができる。[39]。ジルベール・フェリ(Gilbert Felli)IOC五輪統括部長は、オリンピック憲章では1都市での開催を定めていることに触れ「共同開催は認めておらず、現時点で答えはノーになる」と否定的な見解を示す一方、一部の競技の分散開催は容認することを示唆している[40]。
  - 1956年メルボルンオリンピックと2008年北京オリンピックの馬術競技は検疫の関係から、前者はメルボルンから約15,600km離れたストックホルム、後者は北京から約1,960km離れた香港で開催された。また2020年東京オリンピックのマラソン競技は東京から約830km離れた札幌市で開催され、さらに2024年パリオリンピックのサーフィン競技も、パリから約15,700km離れたフランス領ポリネシアのタヒチ島で行われた。
  - 2019年6月にIOCは憲章を改定し、複数の国家や都市での共催を認め、2026年の冬季五輪の開催地に決まったイタリアのミラノはコルティナダンペッツォと共催することになっている。
- 日本国内でのライバルとして、東京都が2016年東京オリンピック構想をそのままスライドさせた2020年東京オリンピック構想として再度立候補を表明し、招致を成功させていた。
  - 広島市は財政難であり誘致や開催に伴う財政負担に対する不安がある[34]。なお平成21年度一般会計予算規模は東京都が6兆円強であり、大会予算見込み3100億円に対し4000億円のオリンピック積立金をしていたが、広島市の一般会計は5500億円であるため差が歴然としている[41]。以前、2002 FIFAワールドカップ開催地選定において、候補スタジアム広島広域公園陸上競技場の改修を、当時の平岡敬市長が多額の費用がかかるため改修を拒否し開催地を返上した過去もある[42]。
  - 東京など大都市に比べ宿泊施設がはるかに少ない。立候補都市はIOCより半径50km圏内に4万室の宿泊施設を確保することが求められる[41]。
  - 関連施設や交通網整備など課題は東京よりも多い。またアジア大会の際に建設した施設の維持も重い財政負担となっている[43]。
- 北京オリンピックのメインスタジアムであった国家体育場は91,000人収容であるのに対し、広島広域公園陸上競技場は5万人収容で5分の3の規模である。これに対し秋葉市長は「環境面から考えて、巨大な施設を建て続ける時代なのか。オリンピックをするのに十分な仮設の施設だって技術的に可能」と主張[41] しているが、仮設でIOCの理解を得られるかは未知数との指摘[41] もある。
- 広島市と長崎市は約300km離れているが、直通する航空路や鉄道がない。航空路では羽田空港での乗り継ぎ、鉄道の場合は博多駅か新鳥栖駅で乗り換える必要がある。秋葉市長は西九州新幹線が出来れば2時間もかからないと主張し、また博多～長崎間は2018年にフリーゲージトレイン新幹線による営業開始が予定されていた。だが、博多・広島間を含む山陽新幹線を運行しているJR西日本は、ダイヤ編成上他より遅い車両を走らせるのは難しいことや、線路保守費の増大などへの懸念から山陽新幹線へのフリーゲージトレイン乗り入れに難色を示している[41][44]。
  - 西九州新幹線は、一般的な新幹線の規格である『フル規格』での建設が予定され、佐賀県の武雄温泉駅・長崎駅間は2022年9月23日に開業した。ただ、新鳥栖駅〜武雄温泉駅間は、佐賀県が並行在来線問題[45]や財政負担の増大を理由に反対しており、台車の軌間を変換することで新幹線と在来線を直通できる『フリーゲージトレイン』の運用を主張していた。
  - フリーゲージトレインは軌間可変台車の摩耗や不具合の多発から、2016年12月まで試運転を中止し、その後JRが実用化を断念した経緯がある。
  - 上記の西九州新幹線は、2011年3月11日までの鹿児島ルート同様、博多～武雄温泉間を在来線特急、武雄温泉～長崎間を新幹線で運転し、双方の乗換駅である武雄温泉駅で乗り継ぐ「リレー方式」を採用したが、博多駅と武雄温泉駅での乗り継ぎが必要になり、利便性・速達性としては劣っている。
- 平和へのメッセージで共感を呼べる反面、理念や政治色が前面に出すぎることによってマイナスに働く危険性もある[41]。